# Ютика
Ю́тика (англ. Utica /ˈjuːtɪkə/) — американский город и окружной центр округа Онайда, штат Нью-Йорк. В ряде русскоязычных энциклопедий (нпр. в «ЭСБЕ» и «БСЭ1») встречается название Утика.

## География
Город располагается в долине Мохок (англ. Mohawk Valley), в самом мелководном месте одноимённой реки.

## История
Город Ютика был основан европейцами как укрепленное поселение в 1773 году. В 1798 году получил статус деревни. В 1817 году население достигло 2860 человек. 
В настоящее время испытывает, являясь частью так называемого Ржавого пояса, серьезные финансовые трудности ввиду спада производства и оттока капитала.

## Население
Согласно переписи 2010 года в городе проживает 62235 человек. Плотность населения составляет 1471,3 чел./км². В городе следующее соотношение расовой принадлежности: 69,0 % белых американцев, 15,3 % афроамериканцев, 0,3 % коренных американцев, 7,4 % американцев азиатского происхождения, 0,1 % жителей островов Тихого океана, 3,9 % жителей, принадлежащих другим расам, и 4,0% жителей двух или более рас.
Динамика населения согласно переписи населения США с 1850 года.